# Henry Koster
Pour les articles homonymes, voir Koster.
Henry Koster (de son vrai nom Herman Kosterlitz) est un réalisateur, scénariste et producteur américain, né le 1er mai 1905 à Berlin (Allemagne), mort le 21 septembre 1988 à Camarillo (États-Unis).

## Biographie
Henry Koster naît dans une famille juive de milieu modeste. Il est encore jeune quand son père, qui est simple vendeur, quitte la maison. Il s'arrange pour terminer ses études secondaires à Berlin en écrivant des nouvelles et en réalisant des bandes dessinées.
Koster découvre très tôt le monde du cinéma quand son oncle, vers 1910, ouvre une salle de cinéma à Berlin. Sa mère joue au piano pour accompagner les films, laissant son enfant regarder le spectacle. Après avoir travaillé au départ comme écrivain de nouvelles, Koster est engagé comme scénariste par une compagnie de cinéma berlinoise et devient l'assistant du réalisateur Kurt Bernhardt. Un jour, ce dernier tomba malade et demanda à Koster de se charger de la réalisation d'un film. C'est ainsi que dans les années 1931/1932, il réalisa deux ou trois films pour la compagnie UFA.
Au milieu de la réalisation d'un film, Koster se rend compte qu'il subit déjà une forme d'antisémitisme, et comprend qu'il doit partir. Il perd son sang froid lors d'un accrochage avec un officier SA et l'assomme. Ensuite, il file directement à la gare et quitte l'Allemagne pour la France, où il est engagé à nouveau par son mentor Curtis Bernhardt qui s'était exilé un peu plus tôt. Puis Koster part pour Budapest où il rencontra et épouse l'actrice et chanteuse Kato Kiraly en 1934 (ils ont divorcé en 1941). À Budapest, il fait la connaissance de Joe Pasternak qui représente la compagnie Universal en Europe, et il réalise trois films pour lui.
En 1936, Koster signe un contrat pour travailler avec Universal à Hollywood, et il s'embarque pour les États-Unis avec sa femme et d'autres réfugiés juifs, pour travailler avec Pasternak. Malgré le fait qu'il ne parlait pas encore anglais, il arriva à convaincre le studio de le laisser réaliser Trois jeunes filles à la page (Three smarts girls), une comédie musicale donnant la vedette à une adolescente de 15 ans, Deanna Durbin. Le film fut un grand succès et sauva Universal de la faillite. Le second film de Koster pour Universal, Deanna et ses boys, avec Deanna Durbin et Leopold Stokowski fut tout à la gloire du studio, de Deanna Durbin, de Pasternak et de Koster.  Il dirige encore Deanna Durbin à quatre reprises, notamment dans Three smarts girls grow up, la suite de Three smarts girls, ainsi que dans First Love.  
Koster réalise de nombreux films musicaux et familiaux à la fin des années 1930 et au début des années 1940, avec des actrices comme Betty Grable et Deanna Durbin. Il travaille pour Universal jusqu'en 1941, puis à la MGM, et à la Fox en 1948. 
En 1947, il reçoit une nomination à l'Oscar du meilleur réalisateur pour la comédie Honni soit qui mal y pense.  En 1951, il réalise un de ses films les plus célèbres, Harvey, comédie fantaisiste mettant en vedette James Stewart. Par la suite; il entreprend des productions plus élaborées d'inspiration historique ou religieuse telles que La Tunique (The Robe), un drame biblique et un des premiers films en CinémaScope, Désirée, biographie de Désirée Clary, la première fiancée de Napoléon qui devint reine de Suède, et La Maja nue (The Naked Maja) sur la vie du peintre Goya.  Vers la fin de sa carrière, il revient vers la comédie avec des films comme M. Hobbs prend des vacances (Mr. Hobbs Takes a Vacation) mettant à nouveau en vedette James Stewart. Son dernier film est Dominique (The Singing Nun) en 1965. Il se retira à Camarillo en Californie pour se consacrer à la peinture jusqu'à sa mort en 1988.
Il épousa l'actrice Peggy Moran (1918-2002) en 1942 et dirigea tous les grands acteurs de l'époque : James Stewart, Richard Burton dans son premier film américain Ma cousine Rachel, Marlon Brando, Bette Davis, Ava Gardner...

## Filmographie

### Comme réalisateur
- 1932 : Thea, femme moderne (it) (Das Abenteuer der Thea Roland)
- 1933 : Das häßliche Mädchen (de)
- 1934 : Petite maman (Kleine Mutti)
- 1934 : Peter (de)
- 1935 : Le Grincheux (De kribbebijter)
- 1935 : A csúnya lány (hu)
- 1935 : Marie Bashkirtseff (Das Tagebuch der Geliebten ou Il diario di una donna amata)
- 1936 : Catherine
- 1936 : Trois jeunes filles à la page (Three Smart Girls)
- 1937 : Deanna et ses boys (One Hundred Men and a Girl)
- 1938 : La Coqueluche de Paris (The Rage of Paris)
- 1939 : Les trois jeunes filles ont grandi (Three Smart Girls Grow Up)
- 1939 : Premier Amour (First Love)
- 1940 : Chanson d'avril (Spring Parade)
- 1941 : Ève a commencé (It Started with Eve)
- 1942 : Le Fruit vert (Between Us Girls)
- 1944 : Tendre symphonie (Music for Millions)
- 1946 : Du burlesque à l'opéra (Two Sisters from Boston)
- 1947 : La Danse inachevée (The Unfinished Dance)
- 1947 : Honni soit qui mal y pense (The Bishop's Wife)
- 1948 : L'Énigmatique Monsieur Horace (The Luck of the Irish)
- 1949 : Les Sœurs casse-cou (Come to the Stable)
- 1949 : Vive monsieur le maire (The Inspector General)
- 1950 : La Rue de la gaieté (Wabash Avenue)
- 1950 : Trois gosses sur les bras (My Blue Heaven)
- 1950 : Harvey (Harvey)
- 1951 : Le Voyage fantastique (No Highway in the Sky)
- 1951 : Monsieur Belvédère fait sa cure (Mr. Belvedere Rings the Bell)
- 1951 : Enlevez-moi, Monsieur ! (Elopement)
- 1952 : La Sarabande des pantins (O. Henry's Full House)
- 1952 : La Parade de la gloire (Stars and Stripes Forever)
- 1952 : Ma cousine Rachel (My Cousin Rachel)
- 1953 : La Tunique (The Robe)
- 1954 : Désirée
- 1955 : Au service des hommes (A Man Called Peter)
- 1955 : Le Seigneur de l'aventure (The Virgin Queen)
- 1955 : Bonjour Miss Dove (Bonjour Miss Dove)
- 1956 : Au sixième jour (D-Day the Sixth of June)
- 1956 : Les Grands de ce monde (The Power and the Prize)
- 1957 : Mon homme Godfrey (My Man Godfrey)
- 1958 : Tonnerre sur Berlin (Fräulein)
- 1958 : La Maja nue (The Naked Maja)
- 1960 : L'Histoire de Ruth (The Story of Ruth)
- 1961 : Au rythme des tambours fleuris (Flower Drum Song)
- 1962 : M. Hobbs prend des vacances (Mr. Hobbs Takes a Vacation)
- 1963 : Ah si papa savait ça ! (Take Her, She's Mine)
- 1965 : Chère Brigitte (Dear Brigitte)
- 1966 : Dominique (The Singing Nun)

### Comme scénariste
- 1925 : Die Große Gelegenheit
- 1925 : Die Dame aus Berlin
- 1926 : Die Waise von Lowood
- 1926 : Wenn Menschen irren. Frauen auf Irrwegen
- 1927 : Prinz Louis Ferdinand
- 1927 : Kinderseelen klagen euch an
- 1927 : Eins + Eins = Drei
- 1928 : Hrích
- 1929 : Liebfraumilch
- 1929 : Das Letzte Fort
- 1929 : Tagebuch einer Kokotte
- 1929 : Sündig und süß
- 1930 : Une femme a menti de Charles de Rochefort
- 1930 : Seine Freundin Annette
- 1930 : La Lettre
- 1930 : Die Letzte Kompanie
- 1931 : L'Homme qui assassina de Jean Tarride et Curtis Bernhardt
- 1931 : Stamboul
- 1931 : El Hombre que asesinó
- 1931 : Weib im Dschungel
- 1931 : Der Mann, der den Mord beging de Curtis Bernhardt
- 1931 : Le Réquisitoire
- 1931 : Wer nimmt die Liebe ernst...
- 1931 : Leichtsinnige Jugend
- 1932 : Zigeuner der Nacht
- 1932 : Cœurs joyeux de Hanns Schwarz et Max de Vaucorbeil
- 1932 : Fünf von der Jazzband
- 1932 : Ich bleib bei Dir
- 1932 : There Goes the Bride d'Albert de Courville
- 1932 : L'Héroïque embuscade (Der Rebell) de Luis Trenker et Curtis Bernhardt
- 1933 : Toto de Jacques Tourneur
- 1933 : Der Doppelgänger
- 1933 : Das Häßliche Mädchen
- 1933 : Le Sexe faible de Robert Siodmak (non crédité)
- 1933 : Le Tunnel (Der Tunnel) de Kurt Bernhardt
- 1934 : Polenblut
- 1934 : L'Or dans la rue de Curtis Bernhardt
- 1934 : Der Fall Brenken
- 1934 : L'Amour en cage de Jean de Limur et Carl Lamac
- 1934 : Die Vertauschte Braut
- 1934 : Les Nuits moscovites d'Alexis Granowsky
- 1935 : Il diario di una donna amata
- 1935 : Ball im Savoy
- 1935 : Marie Bashkirtseff
- 1937 : Farewell Again
- 1943 : Jane Eyre (Jane Eyre), de Robert Stevenson

### comme producteur
- 1938 : La Coqueluche de Paris (The Rage of Paris)
- 1939 : First Love
- 1942 : Le Fruit vert (Between Us Girls)
- 1963 : Ah ! Si papa savait ça (Take Her, She's Mine)
- 1965 : Chère Brigitte (Dear Brigitte)